# Herzogiella turfacea
Herzogiella turfacea là một loài Rêu trong họ Hypnaceae. Loài này được (Lindb.) Z. Iwats. mô tả khoa học đầu tiên năm 1970.